# 華寧金線魮
華寧金線魮（学名：Sinocyclocheilus huaningensis）为輻鰭魚綱鯉形目鲤科金线鲃属的其中一種，該物種分布於亞洲中國雲南省，棲息在中底層水域，生活習性不明。

## 扩展阅读
維基物種上的相關：華寧金線魮